# Velîka Hvoroșcea, Sambir
Velîka Hvoroșcea (în ucraineană Велика Хвороща) este un sat în comuna Velîka Bilîna din raionul Sambir, regiunea Liov, Ucraina.

## Demografie
Componența lingvistică a localității Velîka Hvoroșcea
     Ucraineană (100%)
Conform recensământului din 2001, toată populația localității Velîka Hvoroșcea era vorbitoare de ucraineană (100%).